# Metoda Fridrich
Metoda Fridrich (nazywana również metodą CFOP) – opracowana przez Jessicę Fridrich, najpopularniejsza metoda układania Kostki Rubika na czas (tzw. Speedcubing).
Układanie składa się z czterech etapów:
- Cross (ang. krzyż) – ułożenie krzyża na jednej ze ścianek
- F2L – First Two Layers, ułożenie pierwszych dwóch warstw, wsadzając na miejsce 4 pary klocków (narożnik i krawędź, tzw. slot)
- OLL – Orientation of the Last Layer, ułożenie koloru na ostatniej warstwie
- PLL – Permutation of the Last Layer, zamiana miejscami klocków ostatniej warstwy

|                                      |                                  |                                     |                              |
| Ułożenie krzyża na jednej ze ścianek | Ułożenie dwóch pierwszych warstw | Ułożenie koloru na spodniej ściance | Ułożenie pozostałych klocków |

O ile pierwsza faza, czyli „cross” nie wymaga specjalnych algorytmów i polega bardziej na wyobraźni przestrzennej układającego, to następne fazy wymagają nauki kilku-kilkunastoruchowych przekształceń dla wszystkich możliwych ustawień kostki (F2L – 41 algorytmów, OLL – 57 algorytmów, PLL – 21 algorytmów). W założeniach ułożenie kostki metodą Fridrich powinno zajmować średnio 11-14 sekund (56 ruchów). Układający traci z reguły czas na rozpoznanie i przypominanie algorytmu czy obracanie kostką. Do układania kostki metodą Fridrich zaleca się wybrać stałe ustawienie krzyża („crossa” od którego zaczynamy układanie), najpopularniejsze jest układanie krzyża u dołu i z lewej lub prawej strony kostki. Ze względu na swoją elastyczność metoda Fridrich jest często mieszana z innymi metodami np. LBL.